# Trichorhina sicula
Trichorhina sicula is een pissebed uit de familie Platyarthridae. De wetenschappelijke naam van de soort is voor het eerst geldig gepubliceerd in 1969 door Albert Vandel.